# Riom-Parsonz
Riom-Parsonz (oficialmente Reams y Präsanz hasta 1943) era una comuna suiza del cantón de los Grisones. El 1 de enero de 2015 se fusionó con las antiguas comunas de Bivio, Cunter, Marmorera, Mulegns, Salouf, Savognin, Sur y Tinizong-Rona para constituir la nueva comuna de Surses.

## Historia
La comuna de Riom-Parsonz es el resultado de la fusión en 1979 de las comunas de Riom y Parsonz.

## Lengua
La lengua tradicional del pueblo es hasta ahora el retorromano. En 1880 el 99% de la población hablaba esta lengua. Fue a partir de finales del siglo XX que la lengua fue perdiendo importancia: en 1970 90,28% de la población hablaba romanche, en 1980 87,07%, 78,79% en 1990 y 63,91% actualmente. Estos porcentajes nos indican la forma en que el romanche está desapareciendo lentamente de la región, mientras que el alemán la conquista.